# Distrito da Capital Nacional

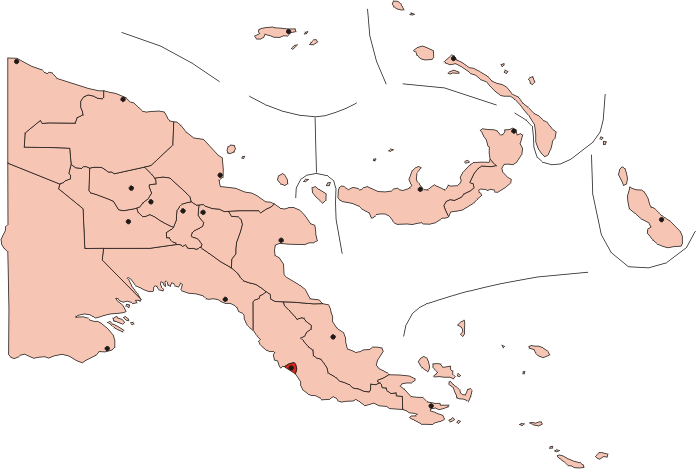
Localização do National Capital District na Papua-Nova Guiné

Bandeira do National Capital District

O Distrito da Capital Nacional (National Capital District) da Papua-Nova Guiné é a área administrativa onde se localiza Port Moresby, a capital da Papua-Nova Guiné. Tem uma superfície de 240 km² e uma população de 254 158 (censo de 2000). Apesar de estar rodeada pela Província Central, da qual Port Moresby é também a capital, não é tecnicamente uma parte daquela província.